# Ranggen
Ranggen – gmina w Austrii, w kraju związkowym Tyrol, w powiecie Innsbruck-Land. Według Austriackiego Urzędu Statystycznego liczyła 1034 mieszkańców (1 stycznia 2015).